# De geschiedenis van een moeder

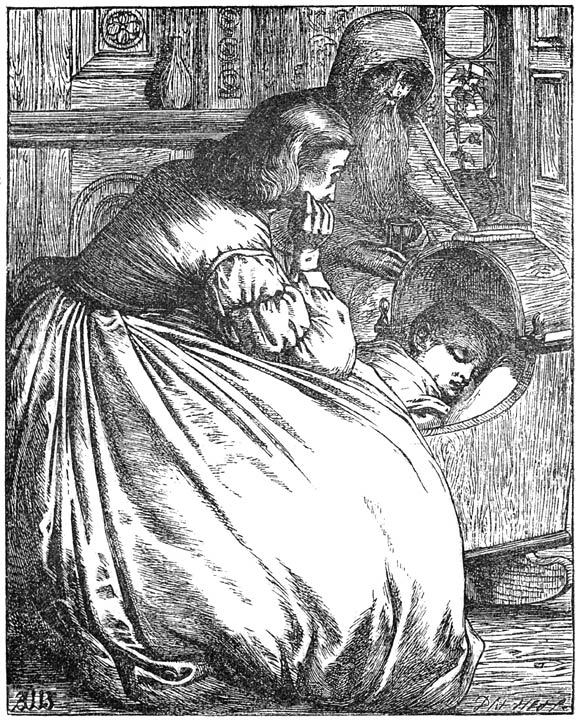
De geschiedenis van een moeder

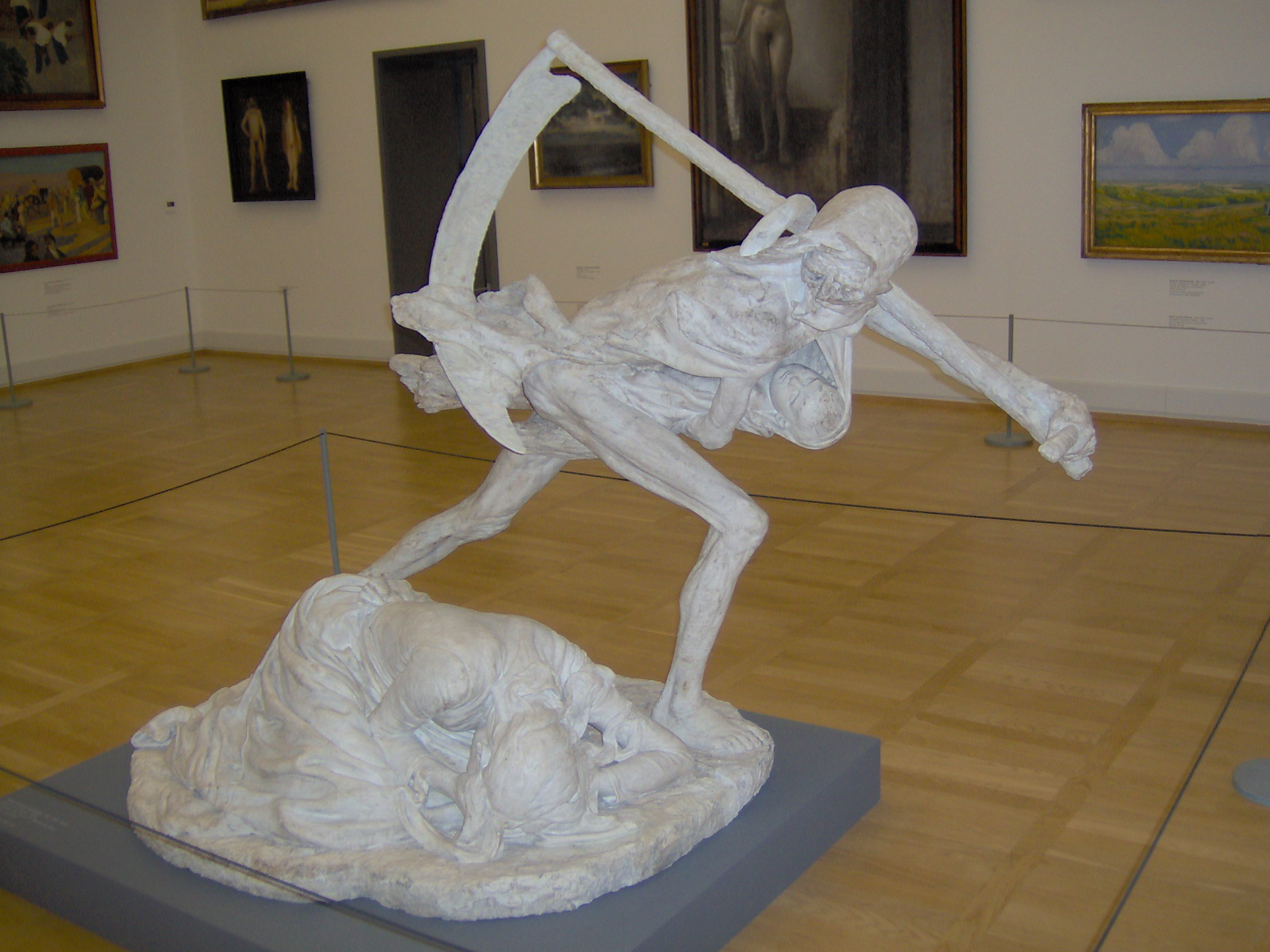
The story of a mother

De geschiedenis van een moeder is een sprookje van Hans Christian Andersen, het verscheen in 1847.

## Het verhaal
Een moeder is bedroefd en denkt dat haar kindje sterven zal. Een man in paardendeken komt binnen en de moeder haalt een kannetje bier voor hem. De moeder vraagt of God het kind van haar zal wegnemen en de oude man knikt zodat het zowel ja als nee kan zijn. Het is de Dood en als de moeder de ogen sluit, voelt ze een tocht. Het kind en de man zijn verdwenen en in de hoek snort de oude klok. De vrouw ziet buiten een vrouw in lang zwart gewaad die wil dat de vrouw alle liedjes zingt die ze voor haar kindje zong. Het is de Nacht en ze zag de tranen van de vrouw. De vrouw belooft de liedjes te zingen en de Nacht stuurt haar het dennenbos in. Bij een tweesprong vraagt ze aan de ijspegels aan een doornstruik waar de Dood is heengegaan. De struik wil dat de vrouw hem verwarmt aan haar hart en bloed vloeit in grote druppels. Er schieten groene loten uit en de struik wijst de moeder de weg. Ze komt bij een groot meer en gaat liggen om het meer leeg te drinken. Het meer houdt van parels en als ze haar ogen uithuilt, draagt het meer haar naar de grote kas van de Dood.
De Dood verzorgt zijn bloemen en planten, elk staat voor een mensenleven. De grafvrouw vertelt de blinde vrouw dat er 's nachts vele planten zijn verdord. De Dood zal komen om ze te verplanten, want elk mens heeft zijn levensboom. De grafvrouw wil het lange zwarte haar van de vrouw en ruilt het voor haar eigen witte haar. In de kas groeien hyacinten en pioenrozen, waterplanten met waterslakken en kreeften. Er zijn palmen, eiken, platanen, peterselie en bloeiende tijm. Grote bomen staan in kleine potten en soms staat een bloempje in vette aarde met mos eromheen. De vrouw herkent een blauw krokusje dat ziek opzijhangt. De grafvrouw raadt de moeder aan de plant niet aan te raken, ze moet voorkomen dat de Dood het uitrukt. De vrouw voelt een ijskoude luchtstroom en ze vertelt een moeder te zijn. De Dood zegt dat de vrouw niet winnen kan, maar de vrouw antwoordt dat God dit wel zal kunnen.
Dan vertelt de Dood dat hij de hovenier van God is en alleen doet wat Die wil. Al Zijn bloemen komen in de grote paradijstuin, maar de moeder dreigt andere planten uit te rukken. De Dood vraagt haar waarom ze een andere moeder zoveel verdriet wil doen en de vrouw laat de planten los. De Dood geeft haar de ogen terug, die hij uit het meer heeft gevist. Als ze in de put zal kijken, zal de Dood de namen opnoemen van de bloemen die ze uit wilde rukken. Ze zal hun hele leven zien en beseffen wat ze wilde vernietigen. De vrouw ziet een leven vol vreugde en een leven vol verschrikking. De Dood vertelt dat een van beide het leven van haar kind zal zijn en ze vraagt de ongelukkige te behoeden voor het leed. De vrouw vraagt om haar kind Gods rijk binnen te dragen en de smeekbeden die ze tot hem heeft gericht te negeren.
De Dood treedt het onbekende binnen met het kind en de vrouw bidt tot God haar gebeden niet te verhoren.